# Спрут 3
«Спрут 3» (итал. «La Piovra 3») — третья часть итальянского мини-сериала «Спрут» о борьбе комиссара полиции Каттани с мафией, сценаристами выступили Сандро Петралья и Стефано Рулли. Состоит из семи серий.
Сандро Петралья и Стефано Рулли, взяв в свои руки предложенные им RAI бразды разработки сериала, решили сделать его намного более динамичным, вдвое увеличив количество сцен на одну серию. Они также решили ввести в сериал нового важного персонажа — Тано Каридди.

## Сюжет
Судебный процесс над Лаудео, Терразини и Камастрой оказывается фарсом, только Терразини и Лаудео получают реальные сроки за финансовые махинации. Упавший духом комиссар Коррадо Каттани, мучимый кошмарами о гибели дочери и жены, спивается. В поисках успокоения он приезжает в монастырь, где знакомится с аббатом Ловани, в прошлом — влиятельным политическим деятелем, который решил посвятить остаток своей жизни Богу. В монастыре Каттани начинает постепенно приходить в себя. Но вскоре там его находит сотрудник Управления по борьбе с наркотиками США (DEA) Берт Ди Донато, собирающий информацию о некоем Кемале Ифтере, турецком торговце оружием, готовящемся совершить крупную сделку и имеющем тесные связи с профессором Лаудео. Ди Донато убеждает Каттани поехать с ним в Милан и присоединиться к его борьбе. Каттани является в тюрьму к Лаудео и угрозами нового уголовного преследования пытается выбить из профессора информацию о сделке Ифтера. Лаудео решает, что за спиной Каттани стоит глава банка Карло Антинари, осуществляющий финансирование сделки и желающий выключить Лаудео из игры. Через своего адвоката Лаудео приказывает похитить малолетнюю дочь банкира Грету. Каттани, увидев прямой репортаж телевидения с места событий, понимает, что похищение невольно произошло по его вине. Он бросается на вокзал и героически спасает взятую в заложники девочку, получая всеобщие овации и благодарность семьи Греты. Он знакомится с банкиром Антинари, его женой Анной и старшей дочерью, журналисткой Джулией, с которой у Каттани возникают отношения, постепенно перерастающие в любовь. Каттани знакомится также с генеральным директором банка Антинари — Дино Алесси. Чуть позже выясняется, что именно Алесси является инициатором крупных финансовых махинаций. Алесси также состоит в тайной любовной связи с женой главы банка Карло Антинари  Анной.
После провала похищения, Лаудео, припёртый к стенке Каттани и брошенный своими сообщниками, сообщает своему адвокату о желании сделать признание комиссару Каттани. Каттани прибывает в тюрьму, но опаздывает, из камеры выносят труп профессора, отравленного по приказу Алесси. Каттани выходит на надзирателя тюрьмы Вивиани, очевидно подбросившего яд в кофе Лаудео, но тот гибнет в подстроенной автокатастрофе. Каттани узнаёт, что Вивиани застраховал свою жизнь на огромную сумму (500 млн. лир) в компании, находящейся под контролем Дино Алесси. Вивиани был смертельно болен раком лёгких. По всей видимости, Вививани отравил Лаудео, рассчитывая ценой своей жизни материально помочь своей семье. Однако Вивиани без проблем прошёл медицинское обследование, требующееся при заключении страховки, что приводит Каттани к мысли о вовлечённости Алесси в преступные дела Лаудео и Ифтера. Мафия уничтожает вдову Вивиани и врача из страховой компании, обследовавшего Вивиани.
Каттани находит фотографию, где изображены Лаудео, Ифтер и другие лица, но по оплошности приводит боевиков Алесси к тайному убежищу агентов DEA. Каттани едва удаётся уйти из смертельной ловушки, но все агенты DEA, в том числе Берт, погибают, боевики завладевают фотографией. Каттани вновь остаётся один, он решает отказаться от дальнейшей борьбы с мафией и попытаться построить свою жизнь с Джулией.
Дино Алесси ставит своего компаньона, владельца банка Карла Антинари перед фактом, что отказ от сделки с Ифтером грозит ему полным разорением. Антинари, твёрдо решивший покончить с преступными махинациями, отправляется на Сицилию за помощью к своему отцу Николе Антинари, престарелому основателю их семейного банка и опытному финансовому дельцу. Никола обещает помочь сыну с восстановлением положения банка без участия в сделке Ифтера. Алесси вскоре также тайно приезжает к старшему Антинари, повторяет ему расклад ситуации и говорит, что Карло, нарушивший негласные правила преступного бизнеса, больше не годится для роли президента банка. Никола Антинари соглашается и даёт добро на сделку с Ифтером, а также передаёт банк в полное управление Алесси. После этого Алесси организовывает убийство Карла Антинари на семейном острове, приказав обставить его как самоубийство. Никола, узнав о смерти сына и догадавшись, что это дело рук Алесси, приходит в ярость и решает устранить его. Он обращается за помощью к сицилийской мафии в лице адвоката Терразини, недавно вышедшего из тюрьмы и возвращающегося к делам. Он предлагает Терразини занять место Алесси в сделке с Ифтером и предлагает мафии часть прибыли от сделки. Терразини соглашается и получает место в административном совете банка Антинари. Сицилиец Гаетано (Тано) Каридди, верный помощник и ученик Николы Антинари, убивает Дино Алесси. Амбициозный, умный и циничный человек, Тано надеется в будущем занять место Алесси у руля банка Антинари.
Джулия, шокированная смертью отца, начинает собирать информацию о реальном положении дел в банке. Вскоре её похищают, избивают и угрожают ей смертью, если она не перестанет задавать вопросы. Она начинает понимать, насколько её семья завязана в грязных делах, и приходит в ужас. Анна, жена Карло Антинари, убедившаяся теперь в коварстве Алесси и желающая отомстить за мужа, помогает Каттани. Получив от Анны важные компрометирующие документы, комиссар, зная о могущественных прошлых связях аббата Ловани, решает обратиться к нему за помощью в предотвращении сделки по продаже оружия. Ловани соглашается помочь, но допускает ошибку, обратившись к своему лучшему бывшему ученику и протеже, профессору Маттинера, ныне занимающему высокое положение и непосредственно участвующему в организовываемой Ифтером сделке. Мафия, вовлечённая теперь в сделку и получив сигнал от Маттинеры, убивает аббата прямо в монастыре вместе с укрывшейся там Анной и крадёт важные документы. Становится ясно, что попытка Каттани отказаться от борьбы и построить мирную жизнь с Джулией обречена на провал. Каттани вновь отправляется в Рим, и выбивает признание у Маттинеры, но боевики убивают строптивого профессора. Джулия приезжает на Сицилию и получает от деда, Николы Антинари, предложение возглавить семейный банк, но противится этому и просит Каттани всё бросить и бежать с ней за границу. Каттани отвечает, что для него это невозможно. Он возвращается на службу в полицию. Мафия решает устранить Каттани, но за него на время вступается Никола Антинари, зная, что его внучка влюблена в комиссара.
Никола Антинари, разгневанный организованным Терразини и мафией убийством аббата Ловани и Анны, и опасаясь за свою внучку в случае вхождения Терразини в административный совет банка, решает теперь избавиться и от Терразини. Он поручает своему помощнику Тано Каридди провести переговоры с Кукольником (Пупаро), главой мафиозного клана, предлагая, чтобы сам Тано возглавил отныне управление банком, представляя в нём интересы мафии, а взамен прося устранить Терразини. В качестве гарантии сделки Тано предлагает свою жизнь. Кукольник соглашается. Сразу после заключения оружейной сделки Терразини убивают. Джулия, опустошённая отказом Каттани, решает принять предложение деда возглавить банк «Антинари». Её идеалы рушатся, она понимает, что теперь будет вовлечена в махинации и будет ворочать грязными деньгами, и принимает это.
Каттани, узнав, что партия оружия направляется в порт, выслеживает автомобиль, в котором размещено оружие. К его удивлению, в автомобиле оказывается ядерное сырьё — обогащённый уран, предназначенный для некоей арабской страны, в количестве, достаточном для изготовления 3 атомных бомб; стоимость груза — 1 триллион лир. Автомобиль с ураном успевают погрузить на скоростную яхту, прежде чем полиция блокирует порт. Начинается погоня по морю. Береговая охрана, открыв огонь из корабельного пулемёта, заставляет яхту с контрабандой остановиться, но по приказу находившегося на борту и сопровождавшего груз Ифтера автомобиль с ураном успевают сбросить с палубы в море. Ифтера арестовывают. Никола Антинари, узнав о разоблачении своих незаконных операций, заканчивает жизнь самоубийством. Каттани произносит речь о мафии на свадьбе своего товарища-полицейского.

## Актёрский состав
| Актёр                 |                       | Персонаж                 |
| --------------------- | --------------------- | ------------------------ |
| Микеле Плачидо        | Michele Placido       | Комиссар Коррадо Каттани |
| Джулиана де Сио       | Giuliana de Sio       | Джулия Антинари          |
| Ален Кюни             | Alain Cuny            | Никола Антинари          |
| Франсиско Рабаль      | Francisco Rabal       | Аббат Ловани             |
| Мари Лафоре           | Marie Laforet         | Анна Антинари            |
| Ремо Джироне          | Remo Girone           | Тано Каридди             |
| Пьер Ванек            | Pierre Vaneck         | Карло Антинари           |
| Поль Гер              | Paul Guers            | Джанфранко Лаудео        |
| Алиса ди Джузеппе     | Alice di Giuseppe     | Грета Антинари           |
| Адалберто Мария Мерли | Adalberto Maria Merli | Дино Алесси              |
| Лино Каполиккьо       | Lino Capolicchio      | Профессор Маттинера      |
| Франсуа Перье         | Francois Perier       | Адвокат Терразини        |
| Гуидо Чернилья        | Guido Cerniglia       | комиссар Ди Венанцо      |
| Луиджи де Филиппо     | Luigi de Filippo      | Судья Вентури            |

### Первое озвучание сериала
Во время показа сериала в СССР в конце 1980-х годов закадровый текст читали актёры:
- Алексей Инжеватов (комиссар Каттани)
- Герман Коваленко (Тано Каридди)
- Виталий Ованесов (адвокат Терразини)
- Наталья Гурзо
- Наталья Власова
- Андрей Градов

| Мини-сериал                                    | 1    | 2    | 3    | 4    | 5    | 6    | 7    | 8    | 9    | 10   |
| ---------------------------------------------- | ---- | ---- | ---- | ---- | ---- | ---- | ---- | ---- | ---- | ---- |
| Год выхода                                     | 1984 | 1986 | 1987 | 1989 | 1990 | 1992 | 1995 | 1997 | 1998 | 2001 |
| Серий                                          | 6    | 6    | 7    | 6    | 5    | 6    | 6    | 2    | 2    | 2    |
| Всего минут                                    | 384  | 384  | 430  | 600  | 522  | 600  | 627  | 220  | 220  | 200  |
| режиссёр Дамиано Дамиани                       | +    |      |      |      |      |      |      |      |      |      |
| режиссёр Флорестано Ванчини                    |      | +    |      |      |      |      |      |      |      |      |
| режиссёр Луиджи Перелли                        |      |      | +    | +    | +    | +    | +    |      |      | +    |
| режиссёр Джакомо Баттиато                      |      |      |      |      |      |      |      | +    | +    |      |
| Микеле Плачидо / Коррадо Каттани               | +    | +    | +    | +    |      |      |      |      |      |      |
| Патрисия Милларде / Сильвия Конти              |      |      |      | +    | +    | +    | +    |      |      | +    |
| Витторио Меццоджорно / Давиде Ликата           |      |      |      |      | +    | +    |      |      |      |      |
| Рауль Бова / Джанни Бреда / Карло Аркути       |      |      |      |      |      |      | +    | +    | +    |      |
| Ремо Джироне / Тано Каридди                    |      |      | +    | +    | +    | +    | +    |      |      | +    |
| Брюно Кремер / Антонио Эспиноза                |      |      |      | +    | +    | +    |      |      |      |      |
| Николь Жаме / Эльза (Эльзе) Каттани            | +    | +    |      |      |      |      |      |      |      |      |
| Каридди Нардулли / Паола Каттани               | +    | +    |      |      |      |      |      |      |      |      |
| Франсуа Перье / адвокат Терразини              | +    | +    | +    |      |      |      |      |      |      |      |
| Флоринда Болкан / Ольга Камастра               | +    | +    |      |      |      |      | +    |      |      |      |
| Ренато Мори / Джузеппе Альтеро / дон Альбанезе | +    | +    |      |      |      |      |      |      | +    |      |
| Ана Торрент / Мария Каридди                    |      |      |      |      | +    | +    |      |      |      |      |